# Abutilon longicuspe
Abutilon longicuspe är en malvaväxtart som beskrevs av Ferdinand von Hochstetter och Achille Richard. Abutilon longicuspe ingår i släktet klockmalvor, och familjen malvaväxter.

## Underarter
Arten delas in i följande underarter:
- A. l. cecilii
- A. l. pilosicalyx